# Schiacallia
Schiacallia is een kevergeslacht uit de familie van de boktorren (Cerambycidae). De wetenschappelijke naam van het geslacht werd voor het eerst geldig gepubliceerd in 1991 door Galileo & Martins.

## Soorten
Schiacallia is monotypisch en omvat slechts de volgende soort:
- Schiacallia tristis Galileo & Martins, 1991